# IC 5134
IC 5134 ist ein Emissionsnebel und eine Teilregion von NGC 7129 im Sternbild Kepheus. Das Objekt wurde am 15. Oktober 1895 von Guillaume Bigourdan entdeckt.